# Dirk Jan van Hameren
Theodorus Johannes Antonius Maria (Dirk Jan) van Hameren (Leiden, 14 juli 1965) is een Nederlandse baanwielrenner. Hij werd meervoudig Nederlands kampioen op diverse baandisciplines. Ook nam hij tweemaal deel aan de Olympische Spelen, maar won hierbij geen medailles.
In 1992 maakte hij zijn olympisch debuut op de Spelen van Barcelona. Bij de 1000 m sprint werd hij voor de finale uitgeschakeld en op de 1000 m tijdrit behaalde hij een negende plaats. Vier jaar later moest hij bij de Olympische Spelen van 1996 in Atlanta op de 1000 m tijdrit genoegen nemen met een twaalfde plaats (54,63 km/u). 

## Titels
- Nederlands kampioen 1 km, keirin, elite - 1995
- Nederlands kampioen 1 km, elite - 1991, 1992, 1995, 1994, 1995, 1996
- Nederlands kampioen 1 km, sprint - 1993, 1994
- Nederlands kampioen sprint, amateurs - 1993

## Palmares

### tijdrit (1000 m tijdrit)
- 1992: 9e OS - 1.05,524
- 1996: 12e OS - 1.05,886